# Christian Maggio
Christian Maggio (Montecchio Maggiore, provincia de Vicenza, Italia, 11 de febrero de 1982) es un exfutbolista italiano. Se desempeñaba en la posición de defensa.

## Trayectoria

### Vicenza, Fiorentina, Treviso y Sampdoria
Maggio se formó en la cantera del Vicenza y en la temporada 2000-01 debutó en el primer equipo, jugando seis partidos en la Serie A. Tras permanecer durante dos temporadas con el Vicenza en la Serie B, en julio de 2003 fue transferido a la Fiorentina, que también militaba en segunda división. En enero de 2006 fue cedido a préstamo al Treviso y en julio del mismo año a la Sampdoria. En la temporada 2007-08 Maggio se quedó con el club genovés, jugando con regularidad y marcando nueve goles.

### Napoli
El 11 de julio de 2008 firmó un contrato quinquenal con el Napoli por 8 millones de euros. Aquí se reunió con su primer técnico, Edy Reja, que lo confirmó como interior derecho. Jugó su primer partido oficial con el Napoli el 20 de julio en el partido de ida de la Copa Intertoto contra el Panionios griego; debutó en la liga el 31 de agosto contra la Roma. Marcó su primer gol con la camiseta napolitana en la segunda fecha de liga, el 14 de septiembre, en el partido de local ante la Fiorentina.
Marcó otros goles decisivos contra el Siena el 7 de diciembre, contra el Catania el 11 de enero de 2009 y contra el Bologna el 14 de febrero. El 8 de marzo, en el partido contra la Lazio, se lesionó el ligamento cruzado anterior de la rodilla derecha, cerrando así con antelación su primera temporada en Nápoles. En la temporada siguiente volvió a marcar en la fecha ocho, el 18 de octubre, en el partido de local contra el Bologna que vio el debut en el banquillo napolitano de Walter Mazzarri. En la fecha nueve realizó el gol de la victoria contra la Fiorentina en el Estadio Artemio Franchi. El 6 de diciembre marcó el gol del momentáneo 2-2 contra el Bari (el partido terminó 3-2 para los napolitanos).

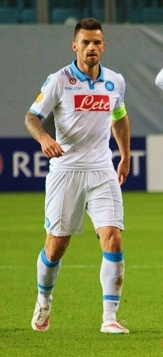
Maggio en el Napoli, marzo de 2015.

El cuarto gol de la temporada lo marcó el 24 de enero de 2010 ante el Livorno, con un tiro muy parecido al de Marco van Basten en la final de la Eurocopa 1988 contra la Unión Soviética. En su segunda temporada con los napolitanos, maggio totalizó 5 goles en 34 partidos, más otro gol en la Copa Italia. Marcó su primer tanto de la temporada 2010/11 en la fecha trece, en el partido de local contra el Bologna, gracias a una asistencia de Ezequiel Lavezzi. Durante la temporada se confirmó como titular del once napolitano, que ese año logró el tercer puesto y la calificación directa a la Champions.
Debutó en el máximo torneo de Europa el 14 de septiembre de 2011, jugando desde el primer minuto el partido de visitante contra el Manchester City (1-1), y asistiendo a Edinson Cavani en el gol napolitano. El 30 de enero de 2012 renovó su contrato con el Napoli hasta junio de 2015. El 23 de enero fue elegido en el equipo ideal de 2011 por la Asociación Italiana Futbolistas (AIC). El 20 de mayo del mismo año se consagró campeón de la Copa Italia 2011-12, ganando la final contra la Juventus de Turín. El 7 de octubre, tras la sustitución de Marek Hamšík, llevó por primera vez el brazalete de capitán, en el partido de local ante el Udinese (2-1). El 27 de enero de 2013, por el segundo año consecutivo, fue elegido en el equipo ideal por la AIC.
El 13 de mayo de 2014 ganó la Copa Italia en la final contra la Fiorentina en el Estadio Olímpico de Roma, aunque sin jugar. El 22 de diciembre siguiente Maggio se coronó campeón de la Supercopa de Italia ante Juventus de Turín.
En la temporada 2015-16, tras unos partidos dejó la titularidad en la defensa de cuatro alineada por el nuevo técnico Maurizio Sarri, siendo suplente de Elseid Hysaj. Sin embargo, jugó como titular los partidos en las copas, sobre todo en la Liga Europa, marcando su primer gol del torneo contra el Midtjylland danés, en la fase de grupos. En la temporada siguiente sólo totalizó 11 presencias entre todas las competiciones (7 ligueras, 3 en Copa de Italia y 1 en la Liga de Campeones). La temporada 2017/18 fue la última en Nápoles. A lo largo de diez temporadas, Maggio ha totalizado 308 partidos con 23 tantos con el equipo partenopeo, lo que lo convierte en el décimo jugador por número de presencias en la historia del Napoli.

### Últimos años
El 6 de julio de 2018 firmó un contrato de dos años con otro club de Campania, el Benevento, recién descendido a la Serie B. Se convirtió en el capitán del equipo giallorosso. El 21 de septiembre siguiente marcó su primer gol con su nuevo club, ante Salernitana (siendo 4-0 el marcador final). En su primera temporada con el Benevento totalizó 18 presencias y 2 goles en Serie B y 2 presencias en Copa Italia.
En la temporada siguiente, totalizó 28 presencias (27 en Serie B y 1 en Copa Italia) y 3 tantos, dando así su contribución al ascenso del Benevento a la máxima división italiana, el segundo en la historia del club.
El 1 de febrero de 2021 se fue a la U. S. Lecce hasta final de temporada. Tras la misma quedó libre y en febrero del año siguiente regresó al L. R. Vicenza Virtus diecinueve años después; aquí se retiró en 2022.

## Selección nacional
Ha sido internacional con la selección de fútbol de Italia en 34 ocasiones. Debutó el 19 de noviembre de 2008, en un encuentro amistoso ante la selección de Grecia que finalizó con marcador de 1-1.

### Participaciones en fases finales
| Competición               | Sede              | Resultado     | Partidos | Goles |
| ------------------------- | ----------------- | ------------- | -------- | ----- |
| Copa Mundial de 2010      | Sudáfrica         | Primera fase  | 1        | 0     |
| Eurocopa 2012             | Polonia y Ucrania | Subcampeón    | 3        | 0     |
| Copa Confederaciones 2013 | Brasil            | Tercer puesto | 4        | 0     |

## Clubes
| Club                      | País   | Año         | Partidos | Goles |
| ------------------------- | ------ | ----------- | -------- | ----- |
| Vicenza Calcio            | Italia | 2000 - 2003 | 40       | 1     |
| A. C. F. Fiorentina       | Italia | 2003 - 2006 | 67       | 3     |
| A. C. D. Treviso (cedido) | Italia | 2006        | 11       | 0     |
| U. C. Sampdoria           | Italia | 2006 - 2008 | 71       | 12    |
| S. S. C. Napoli           | Italia | 2008 - 2018 | 308      | 23    |
| Benevento Calcio          | Italia | 2018 - 2021 | 64       | 6     |
| U. S. Lecce               | Italia | 2021        | 19       | 3     |
| L. R. Vicenza             | Italia | 2022        | 13       | 1     |

## Palmarés

### Campeonatos nacionales
| Título              | Club             | País   | Año         |
| ------------------- | ---------------- | ------ | ----------- |
| Copa Italia         | S. S. C. Napoli  | Italia | 2011 - 2012 |
| Copa Italia         | S. S. C. Napoli  | Italia | 2013 - 2014 |
| Supercopa de Italia | S. S. C. Napoli  | Italia | 2014        |
| Serie B             | Benevento Calcio | Italia | 2019 - 2020 |